# Hieracium abiegni
Hieracium abiegni es una especie de planta con flor del género Hieracium, de la familia Asteraceae, orden Asterales.

## Distribución
Hieracium abiegni se distribuye por Suecia. Se ha descrito únicamente en las laderas boscosas primitivas de Kastarberget y la ladera de Hemfjället en Transtrand, Dalecarlia. La principal amenaza parece ser la agricultura por tala rasa, pero también el crecimiento excesivo como resultado de la interrupción de la agricultura en las praderas.

## Taxonomía
Fue descrita científicamente por Johanss. & Sam. Fue publicada en Dalarn. Hierac. Silvat.: 3 (1923).